# 邱二娘
邱二娘（1833年—1855年7月27日），清朝福建省泉州府晋江县河市（今福建省泉州市洛江区河市镇）人，民变领袖。
清道光十三年（1833年），邱二娘生于穷苦农家。从小被卖到惠安县后龙乡峰尾村（今泉州市泉港区峰尾镇）刘家为童养媳。咸丰初年，她因忍受不了婆家的虐待，逃到东坪村表哥林杯（曾参加太平军，被派回福建活动）家中，靠刺绣和行医谋生。
咸丰三年（1853年）四月，林万青在永春州起义。林杯、邱二娘也在惠安县北部笔架山高明王宫树起义旗，领导贫农抗捐抗税，袭击地主武装，惩办贪官污吏。队伍由几百人迅速扩大到几千人。不久，林杯战死，邱二娘成为义军首领，称“顺天命邱娘娘”。她仿照太平天国的军事组织，成立男营和女营，以石级小寨为根据地。清军前来清剿，她率义军在官溪、半岭、驿坂等地击败清军，并在同年八月率部与进入仙游、莆田的林万青义军会合。清朝福建当局称：“东起莆田，南至惠安，绵亘百余里，……尽为贼踞”。咸丰四年（1854年）四月，林俊命邱二娘率部进攻惠安县城。四月廿四上午，她与胡熊率义军千余人向县城挺进，因当天大雾弥漫，各乡义军看不到玳瑁山上的烽火，没有前来会合；加上军情走漏，城内清军早有防备，邱二娘作战失利，军师张炉等20余人被捕杀，邱二娘率部撤往惠北山区。咸丰五年（1855年）五、六月间，因部下陈大、陈桥、陈潮三人告密，邱二娘被清兵捕获。六月十四（1855年7月27日），邱二娘在泉州南校场被凌迟处死，年仅22岁。
邱二娘被处决后，惠安、晋江、仙游等地民众秘密塑像供奉，尊称她为“仙姑妈”、“游路夫人”。泉州南校场居民也祭祀她，称她为“庄脚妈”。后人还编有《血染桐江》剧本，颂扬其事迹。2015年8月13日，惠安县政府在邱二娘起义遗址一一半岭高明王宫前竖立邱二娘石雕塑像。